# Laguna de la Quinta
La laguna de La Quinta es una pequeña laguna española que se encuentra en el término municipal de Baena, en el kilómetro 4 de la CP-5210, conocida como "carretera de Fuentidueña" que lleva de Valenzuela y a Cañete de las Torres. Pertenece a la cuenca del río Guadajoz, afluente del río Guadalquivir. Tiene una cubeta de 6 hectáreas y una cuenca de recepción de 66 hectáreas. En la época de máxima inundación tiene una profundidad máxima de 1,6 m y está situada en el mismo complejo endorreico que otras dos lagunas muy cercanas, las de Rincón del Muerto y Casasola. Las tres son lagunas de aguas con salinidad variable que oscila entre los 3 g/l a los 12 g/l en los periodos previos a la completa desecación de la cubeta por evaporación.
El Patronato de las Zonas Húmedas del Sur de Córdoba es el órgano de participación que vela por el cumplimiento del objetivo de mantener sus valores ecológicos.

## Interés para la conservación
La laguna está incluida en el Inventario de Humedales de Andalucía desde 2007. Posteriormente se incluyó en el Inventario Nacional de Zonas Húmedas. También está recogida en el Plan de Ordenación del Territorio del Sur de Córdoba.
En junio de 2013, la laguna de La Quinta se designó además Reserva Ecológica, gracias a la iniciativa de la familia Gallego, propietarios de la práctica totalidad de la laguna, estableciendo una inusual relación público-privada para conseguir velar por la conservación de los valores naturales que atesora este humedal de la campiña de Baena.
- Datos: Q30908810